# Rychława
Rychława – wieś kociewska w Polsce położona w województwie kujawsko-pomorskim, w powiecie świeckim, w gminie Nowe, przy trasie linii kolejowej Śląsk-Porty (stacja kolejowa "Twarda Góra"). Miejscowość jest siedzibą sołectwa Rychława w którego skład wchodzą również miejscowości Milewo, Przyny i Twarda Góra. Według Narodowego Spisu Powszechnego (III 2011 r.) wieś liczyła 231 mieszkańców. Jest dziesiątą co do wielkości miejscowością gminy Nowe.
W latach 1975–1998 miejscowość administracyjnie należała do województwa bydgoskiego.
W miejscowym Wiejskim Domu Kultury ma siedzibę kociewski Zespół Folklorystyczny Pieśni i Tańca "Rychławiaki", kierowany przez Gertrudę Woźnicką.